# Монтесума II

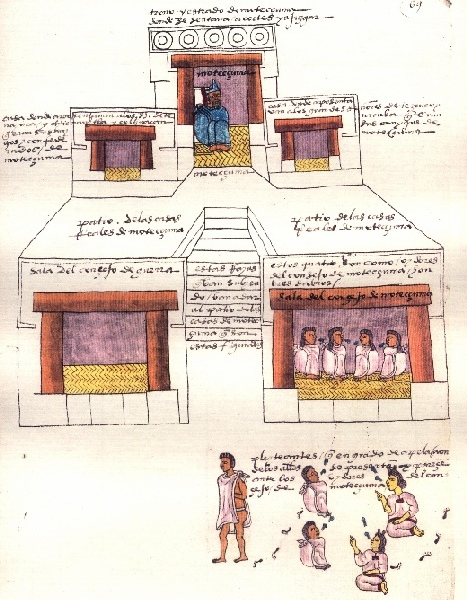
Дворец Монтесумы Шокойоцина, кодекс Мендоса

Монтесума II или Монтесума Шокойоцин (науа — «Почтенный юноша») (науатль Motecuzoma Xocoyotzin, исп. Moctezuma Xocoyotzin, Моктесума, Мотекусома, Моктецума Хокойотцин) (1466, Теночтитлан — 29 июня 1520, Теночтитлан) — император (уэй тлатоани) ацтеков (мешиков) с 1502 из династии Акамапичтли. В 1507 году короновался как император мира (науа — cem anahuac tlatoani). Шестой или восьмой сын императора Ашаякатля и его двоюродной сестры, дочери короля города Истапалапана, имя которой было, вероятно, Хочиквейетль. Как император Монтесума II стоял во главе Тройственного Союза, в который помимо ацтекского Мехико (Теночтитлана) входили город акольхуа Тескоко и город тепанеков Тлакопан, имевшие собственных королей, вассальных ацтекам.

## Этимология имени
Имя Mo-tecu-zoma образовано при помощи агентивного префикса mo-, «тот, который есть», от корней tecu, «владыка», и zoma, «гневаться, злобствовать», то есть, «Тот, кто является владыкой гневным» (так его и переводят колониальные авторы: «Señor airado»).

## Биография

### Молодые годы
Он родился и в детстве воспитывался в квартале Атикпак в Теночтитлане. В 11 лет помещён для обучения в императорскую школу (кальмекак) Тлиллана («Мрачное настроение») — большого храма богини земли и войны Сиуакоатль. С 19 лет участвует в военных походах императора. При покорении Куаутлы проявляет блестящую храбрость и сам захватывает пленных. За это его лично представляют императору Ауисотлю. Вскоре он удостаивается высокого звания куачик («бритая голова»), которое присуждалось в исключительных случаях наиболее храбрым воинам. Если верить источникам, он одержал на поле боя 18 побед. Следующим шагом в карьере молодого Монтесумы было назначение его Ауисотлем на должность тлакочкалькатля («того, кто из дома дротиков») — высокий пост, гражданский и военный одновременно, обладатель которого становился членом высшего государственного совета («совета четырёх»). Благодаря своей женитьбе в 25 лет на дочери короля (тлатоани) города Экатепека, он вскоре унаследовал престол своего тестя.

### Приход к власти

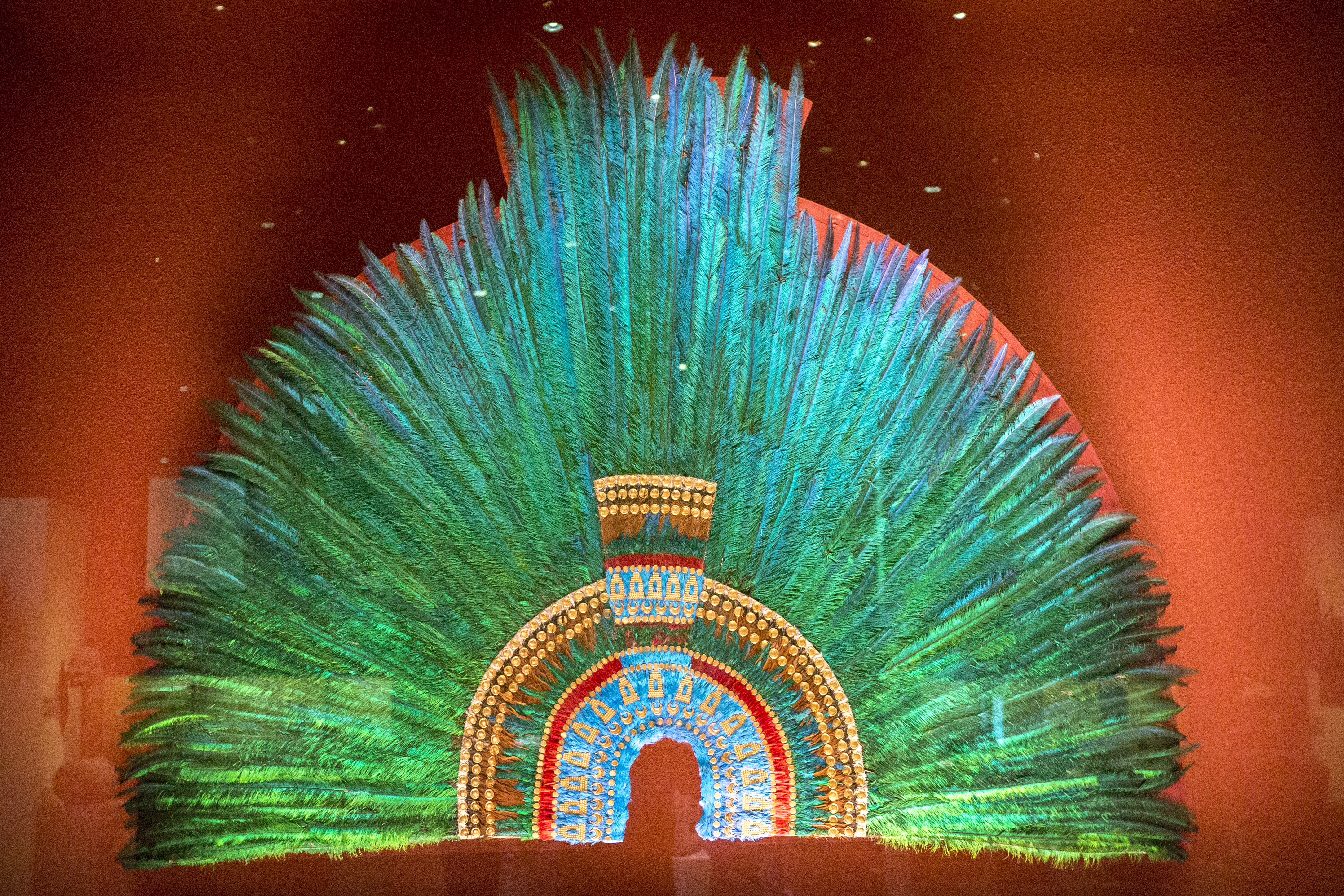
Головной убор Монтесумы II из перьев. Всемирный музей (Вена), Австрия. Копия выставлена в Национальном музее антропологии Мехико

В 1502 году (по другим данным, в 1503 или в 1511), после смерти императора Ауисотля, избран императором. При коронации принял тронное имя своего прадеда — Монтесума («Тот, который сердится как господин»). По традиции, после интронизации совершил ритуальный военный поход (именовавшийся «омовением царских ног») на город Атлиско, в котором захватил множество пленных для принесения в жертву. Вскоре после прихода к власти приказал отстранить от должностей большинство чиновников, служивших императору Ауисотлю (причём многие из них были казнены) и заменить их молодыми дворянами, в личной преданности которых он не сомневался. При этом была создана своеобразная «школа императорских кадров», куда были собраны дети дворян в возрасте 10-12 лет для воспитания из них преданных Монтесуме будущих управленцев.

### Военные походы
Во время правления вёл неудачную войну против города-государства Тласкала.

### Реформы
Монтесума II проводил реформы в системе управления государством. По его приказу на территории храма Уицилопочтли было построено святилище, где были собраны идолы племенных богов покоренных племён.

## Гибель империи

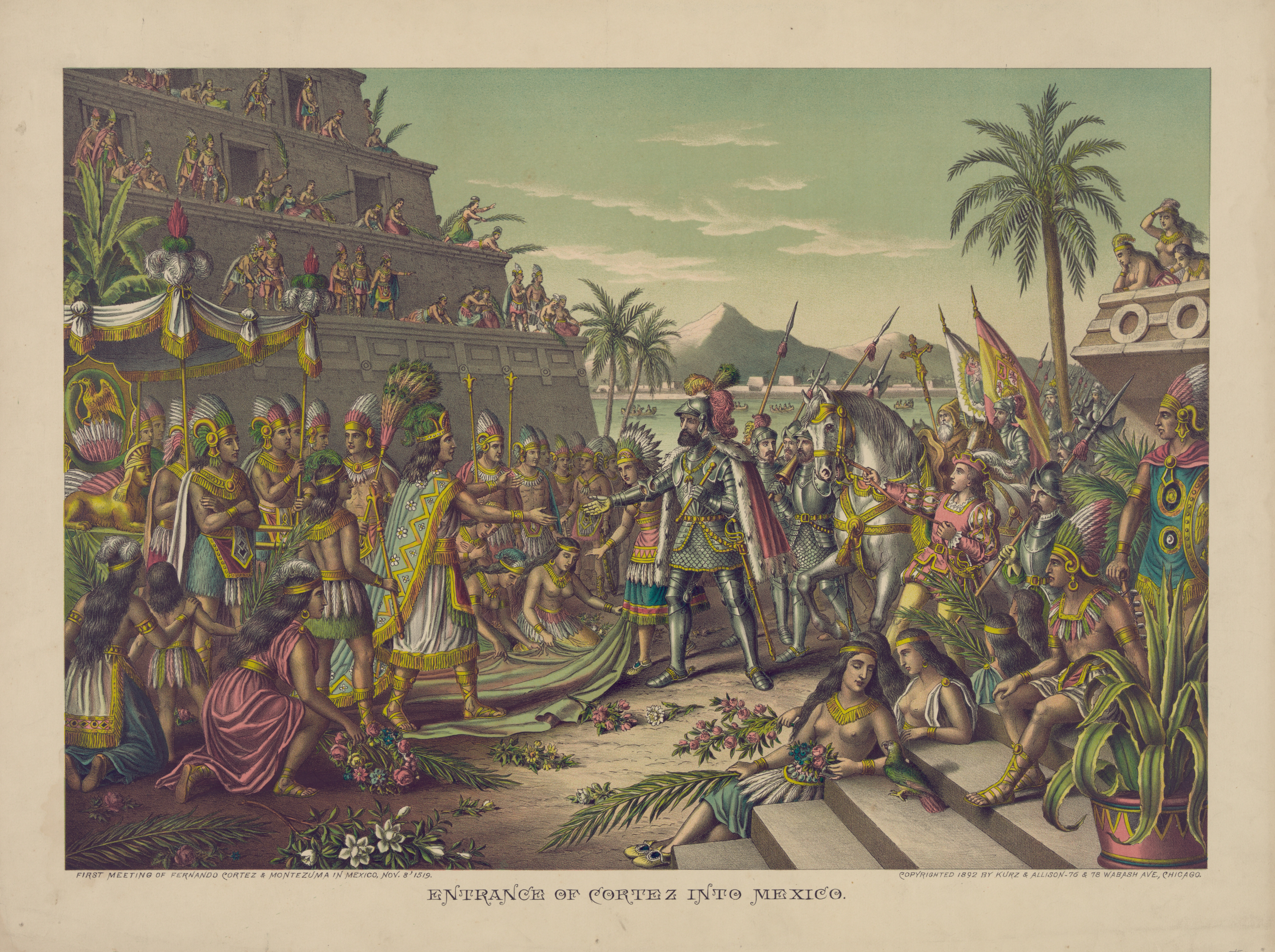
Встреча Кортеса и Монтесумы. Хромолитография второй пол. XIX в. Библиотека Конгресса США

С приходом испанцев в Теночтитлан Монтесума был захвачен в плен Эрнаном Кортесом; выступил с призывом покориться испанцам, за что был убит восставшими индейцами в 1520 году. Также существует версия, что Монтесума был убит испанцами, которые в тот момент уже не испытывали нужду в нём как в заложнике.

## Жены и дети
У Монтесумы было множество жён (самые скромные источники говорят о 600), поскольку у ацтеков было принято многожёнство. Однако среди них выделялась одна главная (законная) жена, наиболее знатного и преимущественно мешикского происхождения, потомство которой обладало правами наследования. Источники упоминают несколько законных жён Монтесумы. Это связано с тем, что жёны часто умирали при родах или вскоре после них. Поэтому следует понимать, что у императора было не одновременно, а последовательно несколько законных (главных) жён. Что касается детей, то считается, что их было около 50, однако до нас дошли упоминания лишь о 19 из них.
Главные (законные) жёны (их очерёдность установить проблематично) и дети от них:
- ? — дочь тлатоани города Экатепека.
  - Уанитль — сын, по другой версии племянник, тлатоани города Экатепека с 1519 года
- ? — дочь императора Ауицотля.
  - Текуичпо (науа — «Пушинка Хлопка») — принцесса, жена последнего императора Куаутемока.
- Тайуалькан [Tayhualcan] — дочь тлатоани Тлакопана Тотохвикуацина II.
  - Миауашочицин [Miahuaxochitzin] (в крещении — Донья Исабель) — старшая дочь.
  -  ? (в крещении — Донья Мария) — средняя дочь.
  -  ? (в крещении — Донья Марианна) — младшая дочь.
  - Тлакауэпанцин (в крещении — Дон Педро) [Pedro Tlacahuepantzin], от него происходит род графов, впоследствии герцогов Монтесума де Тультенго, переехавших в Испанию.
  - Тлиуитлитлемоцин [Tlihuitltemoctzin].
  - Ашаякатль II [Axayaca].
  - Тотепеуалош [Totepehualox].
  - Чимальпопока II [Chimalpopocatzin] — принц, возможный наследник престола, после смерти отца был уведён испанцами из Мехико.
- Миауашочитль — племянница, дочь его брата Иштлильквечауака, тлатоани Тулы.
- ? — дочь чихуакоатля (вице-императора и префекта г. Мехико) Тлильпотонкви.

Дети от второстепенных жён и наложниц:
- ?
  - ? — дочь, с 1509 г. жена Некваметля, тлатоани г. Опочхуакана в Чалько.
  - Иланкуэитль — дочь, с 1511 года жена тлатоани Куауатитлана.
  - Омакатль — сын, по другой версии племянник, с 1519 года тлатоани Хочимилько.
  - Акамапичтли II — тлатоани в Тенайукуа с 1519 года.

После смерти Монтесумы новый император Куитлауак приказал убить шестерых из его сыновей.

## Образ в культуре

### В кинематографе
- 1917 — немой фильм «Женщина, которую забыл Бог»; роль Монтесумы исполнил Реймонд Хэттон.
- 2015 — сериал «Карлос, король и император» (Испания); в роли Монтесумы — Кристиан Эскивель.
- 2019 — сериал «Эрнан», в роли Монтесумы Дагоберто Гама.

### В литературе
- «Дочь Монтесумы» — исторический роман Генри Райдера Хаггарда, опубликованный в 1893 году. Его действие происходит на фоне завоевания Мексики испанским конкистадором Фернандо Кортесом, во времена правителя Монтесумы II, последнего императора империи ацтеков.
- «Ацтек» — исторический роман американского писателя Гэри Дженнингса, опубликованный в 1980 году. Повествование ведется от лица влиятельного придворного писца по имени Чикоме-Шочитль Тлилектик-Миштли (Chicome Xochitl Tlilectic Mixtli). Монтесума II изображен как бездарный правитель, чьи самодурство, нерешительность и отсутствие дипломатических навыков и стали главными причинами падения ацтекского государства. Ему противопоставляется сын предыдущего правителя Ауисотля Куаутемок.

### В компьютерных играх
- В платформерной игре 1983 года «Montezuma’s Revenge» («Месть Монтесумы»), известной ещё в СССР, персонаж блуждает в лабиринтообразном подземелье императора Монтесумы II.

## В систематике
- Оропендола-Монтецума (лат. Psarocolius montezuma) — певчая птица семейства трупиаловых, обитающая в Центральной Америке.